# Terry Funk
Terrance Funk (Hammond, 30 giugno 1944 – Phoenix, 23 agosto 2023) è stato un wrestler e attore statunitense.
Figlio di Dory Funk e fratello di Dory Jr., entrambi wrestler, nel corso della sua carriera ha lottato in molte delle più importanti federazioni del mondo, tra cui la All Japan Pro Wrestling, la Extreme Championship Wrestling, la World Championship Wrestling e la World Wrestling Federation/Entertainment. Funk è inoltre una leggenda del wrestling soprattutto nel genere "Hardcore".

## Carriera

### National Wrestling Alliance (1965–1985)
Funk iniziò la sua carriera nel wrestling nel 1965, lavorando insieme a suo padre Dory Funk Sr. nella National Wrestling Alliance in Texas. Lui e il fratello, Dory Funk Jr., riscossero ben presto ottimi riscontri di pubblico diventando lottatori quotati alla fine del decennio. Nel 1975, Terry sconfisse Jack Brisco per il titolo NWA World Heavyweight Championship. Iniziò quindi un regno titolato di 14 mesi che terminò a Toronto quando Funk venne sconfitto da Harley Race.

### World Wrestling Federation (1985–1986)
Terry Funk debuttò nella World Wrestling Federation nel 1985. Nel suo primo incontro non solo sconfisse Aldo Marino, ma assalì anche l'annunciatore Mel Phillips. Quindi Funk passò a far coppia con suo fratello Dory (chiamato "Hoss" Funk) e Jimmy Jack Funk (Jesse Barr), nella storyline anche lui un altro dei fratelli Funk. Il loro manager era Jimmy Hart. All'epoca, Terry ebbe una violenta rivalità con Junkyard Dog che portò a un match tra Terry Funk & Hoss Funk e la coppia Tito Santana & Junkyard Dog a WrestleMania 2. Poi ebbe una rivalità per il titolo mondiale contro Hulk Hogan e il feud finì in un violentissimo match, perso da Funk nonostante egli avesse colpito Hogan prima con una poltrona e una trave, poi con un Texas Piledriver sui dei gradoni seguito da un altro su un tavolo dei commentatori.

### Ritorno in NWA (1989–1994)
Nel 1989, Funk ritornò in NWA e si unì alla J-Tex Corporation. Iniziò un feud con Ric Flair, che aveva battuto Ricky Steamboat a WrestleWar vincendo la cintura di NWA World Heavyweight Champion poco tempo prima. Funk, che era uno dei tre giudici del main event, sfidò Flair a un match titolato. Flair rifiutò, affermando che Funk "passava troppo tempo a Hollywood" invece di concentrarsi sul wrestling. Funk allora assalì Flair colpendolo con un piledriver effettuato sul tavolo a bordo ring. La mossa mise fuori gioco il campione fino a Great American Bash. Flair vinse il match, ma subito dopo venne aggredito da Gary Hart e The Great Muta. Sting corse in aiuto di Flair e i due si scontrarono con Funk & Muta verso la fine dello show. Funk si infortunò nella contesa, ma tornò per continuare il suo feud con Ric Flair. I due allora lottarono in un "I Quit" Match a Clash of the Champions, perso da Funk. Un momento cruciale del feud si ebbe quando Funk cercò di soffocare Flair in diretta televisiva con una busta di plastica dopo che quest'ultimo e Sting avevano sconfitto Muta & Dick Slater a Clash of the Champions. Dopo la sconfitta a Clash of Champions contro Flair, Terry strinse la mano al campione, e venne attaccato dal gruppo di Gary Hart. Dopo una breve parentesi come commentatore, Funk lasciò nuovamente la federazione.

### World Championship Wrestling (1994)
Nel 1994, Funk riapparve nella World Championship Wrestling come membro della stable heel "Stud Stable" capeggiata da Col. Robert Parker. Insieme a Bunkhouse Buck, Arn Anderson & Meng, la stable focalizzò la propria attenzione su avversari quali Dusty e Dustin Rhodes, ma anche Nasty Boys, feud che culminò in un War Games match svoltosi a Fall Brawl.

### Extreme Championship Wrestling (1994–1997)
Nel 1994 debutta in ECW dove rimarrà fino al 1997, diventando uno dei punti cardine della federazione.
Nella seconda parte della sua carriera, Funk modificò il proprio stile di combattimento passando da un tradizionale stile di combattimento del sud degli Stati Uniti ad uno stile più violento ispirato all'hardcore wrestling. Nel 1994, dopo un'apparizione speciale con Tully Blanchard nella World Championship Wrestling a Slamboree, Funk promise di aiutare l'emergente Eastern Championship Wrestling (in seguito rinominata Extreme Championship Wrestling) portando il suo talento e la sua esperienza nella federazione, appena staccatasi dall'NWA. Il 16 luglio, Terry & Dory Funk persero un Barbed Wire Match contro i Public Enemy. In ECW Funk ebbe svariati feud con wrestler come Cactus Jack, Shane Douglas, The Sandman, Sabu, e Tommy Dreamer.
Il 20 agosto 1995, la IWA Japan tenne un torneo King of the Death Match a Kawasaki, in Giappone. Nel famigerato torneo in questione, Funk lottò in tre match di estrema violenza che inclusero scale, puntine da disegno, e filo spinato. Nella finale, egli perse contro Cactus Jack, in un pericolosissimo incontro "Exploding Ring, C4 Explosive, Barbed Wire Match".
Inoltre Funk elevò l'ECW facendo da trascinatore del primo pay-per-view della federazione, Barely Legal svoltosi il 13 aprile 1997, e vincendo il titolo ECW Championship battendo Raven. Quella stessa serata, prima di vincere la cintura, Funk sconfisse The Sandman e Stevie Richards in un Triple Threat match, che gli garantì il match per il titolo contro Raven. Successivamente venne sconfitto da Sabu in un Barbed Wire Match a Born to Be Wired perdendo il titolo. Per il particolare match erano state appositamente sostituite le normali corde del ring con del filo spinato. Nel settembre dello stesso anno, si tenne lo show "WrestleFest - 50 Years of Funk" celebrativo della carriera di Terry e di suo fratello Dory. Terry perse contro Bret Hart nel main event della serata. Tuttavia, prima del match, il proprietario dell'ECW Paul Heyman introdusse Terry con la cintura ECW alla vita, proclamandolo "campione mondiale ECW a vita" per l'enorme contributo dato alla federazione. Ricevuto il titolo onorifico, Funk dichiara di volersi ritirare dall'attività di lottatore a causa degli innumerevoli infortuni rimediati in carriera.

### World Wrestling Federation (1998)
Il ritiro dal ring di Funk dura però solo tre mesi in quanto ricomincia a combattere nel circuito indipendente. Poco tempo dopo, torna in WWF. All'inizio del 1998 combatte come Chainsaw Charlie con la gimmick di un pazzo tagliaboschi ispirato a Leatherface, personaggio del film Non aprite quella porta. Dapprima ha un feud con Mick Foley, ma in seguito inizia a combattere in coppia con lui. Il duo si scontra con i New Age Outlaws a WrestleMania XIV, in un match con in palio il World Tag Team Championship in un Dumpster Match. Funk & Foley riescono a vincere le cinture di campioni di coppia. I titoli furono rimessi in palio la sera successiva a Raw in uno Steel Cage Match a causa di una irregolarità riscontrata nell'incontro della sera precedente. Gli Outlaws riconquistarono le cinture. Chainsaw Charlie ebbe quindi un Falls Count Anywhere Match con l'ex partner Foley, che lo sconfisse.
Lasciò la WWF in estate quando Foley assunse la gimmick di Mankind in un feud con The Undertaker. In questo periodo Funk annunciò nuovamente il suo ritiro, ma solo per breve tempo. L'ultimo match in WWF ebbe luogo in un incontro di coppia a Fully Loaded, dove in coppia con Bradshaw lottò contro Scorpio & Faarooq.

### Ritorno in ECW e WCW (1998–2000)
Torna in WCW dopo questo match dove rimane fino al 2000. Funk, tuttavia, si ammala ed annuncia per l'ennesima volta il suo ritiro dai combattimenti.
Torna a combattere nella World Championship Wrestling nel 2000, vincendo la cintura WCW Hardcore Championship per tre volte (record imbattuto della compagnia) e il titolo WCW United States Heavyweight Championship per la seconda volta in carriera. Diventa inoltre Commissioner e, per breve tempo leader della stable Old Age Outlaws che ha un feud con l'nWo.

### Circuito indipendente (2002–2017)

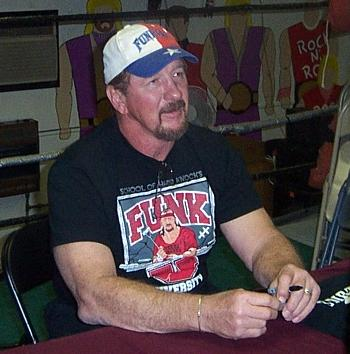
Funk nel settembre 2008

Dal 2002 al 2004, lottò regolarmente nella Ring of Honor e nella Major League Wrestling. Ebbe diversi scontri con CM Punk, gli Extreme Horsemen (Steve Corino, C.W. Anderson, Justin Credible & Simon Diamond) in match a stipulazione speciale molto violenti come No Ropes Barbed Wire Death Match, e 5 vs 5 WarGames Match. Nel novembre 2004, lottò nella federazione inglese FWA partecipando allo show annuale British Uprising. In squadra con Paul Burchill e Paul Travell, con manager "The Twisted Genius" Dean Ayass, affrontò The Triad, con manager Greg Lambert, in un 6-Men Tag Team Match. Il team di Funk prevalse davanti a un pubblico di duemila persone al Coventry Skydome.
Il 18 febbraio 2004, ha lottato nella TNA dove lui e Raven sconfissero Julio Dinero & CM Punk.
Nel 2005, Funk ricevette l'offerta da parte della World Wrestling Entertainment di partecipare alla prima edizione dello show speciale di reunion della ECW denominato One Night Stand, ma egli rifiutò preferendo lo show Hardcore Homecoming prodotto da Shane Douglas, dove perse un Three-Way Barbed Wire Match con Sabu.
Il 15 ottobre 2011, viene sconfitto dall'amico di vecchia data e protégé Tommy Dreamer all'evento AWE Night of Legends. In una intervista post-match rilasciata il giorno dopo dichiara di ritenere questo il suo ultimo match.
Il 12 gennaio 2013, Funk annuncia ufficialmente il suo ennesimo ritiro dal ring all'età di 68 anni, tuttavia, pochi mesi dopo tornerà a combattere ancora.
Il 27 ottobre 2013 torna a lottare nella All Japan Pro Wrestling, in coppia con Dory in un tag team match, scontrandosi con Masanobu Fuchi e Osamu Nishimura in una contesa terminata in pareggio per limite di tempo dopo venti minuti.
Il 17 settembre 2016, Funk annuncia nuovamente il suo ritiro allo show House of Hardcore 17.
Torna sul ring il 22 settembre 2017, nella federazione Big Time Wrestling dove insieme ai The Rock 'n' Roll Express in un six-man tag team match, sconfigge Doug Gilbert, Jerry Lawler e Brian Christopher (figlio di Lawler) per squalifica.

### Apparizioni sporadiche in WWE (2006–2009; 2016)

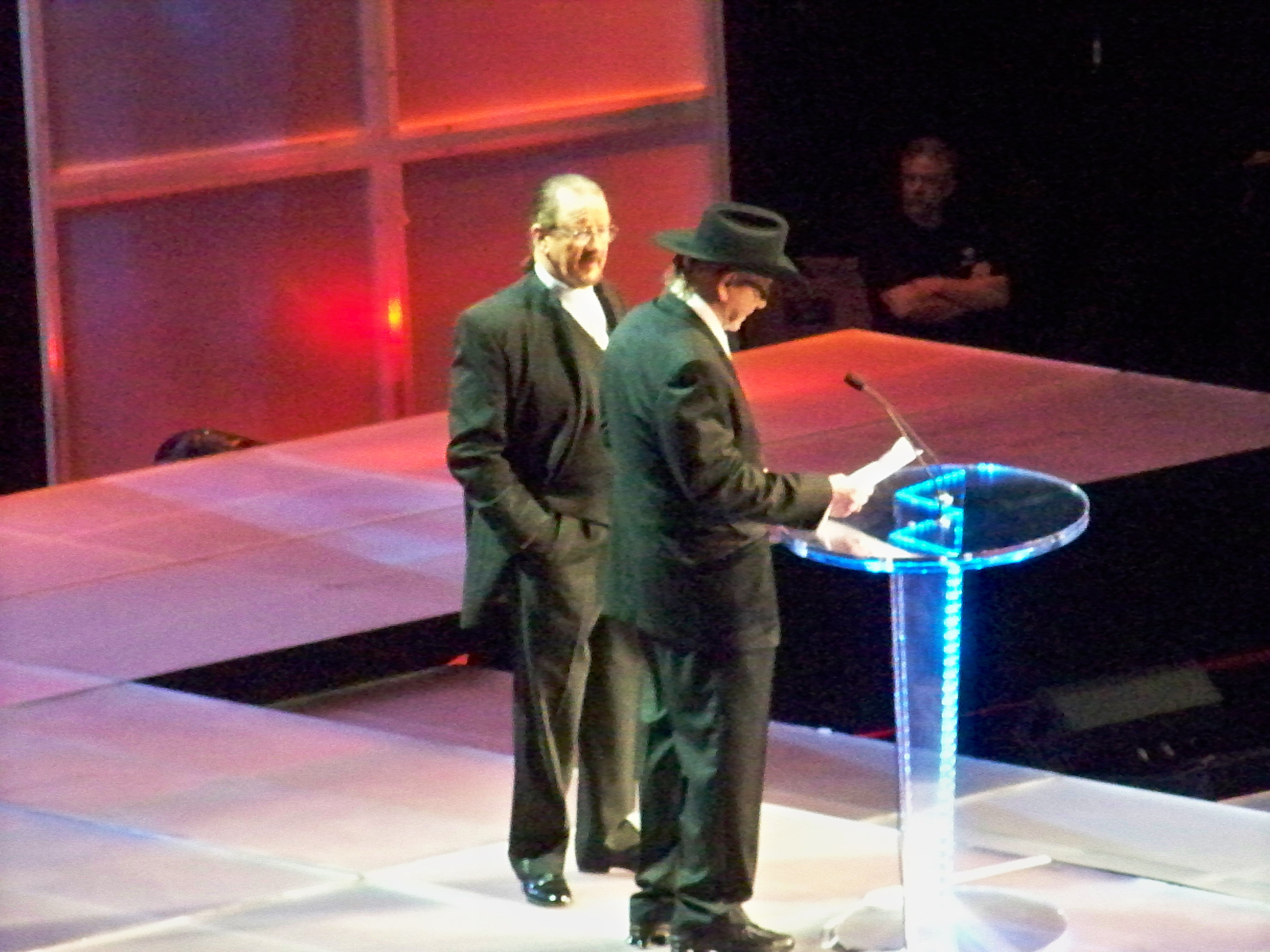
Terry & Dory Funk alla cerimonia di introduzione nella WWE Hall of Fame del 2009

Nel 2006 torna in WWE come parte della rinata ECW, e al ppv ECW One Night Stand lotta con Tommy Dreamer perdendo contro Edge e Mick Foley in uno dei match più violenti e sanguinosi di sempre. A metà dell'incontro, Foley infortuna l'occhio sinistro di Funk colpendolo con del filo spinato, e Funk viene portato nel backstage. Egli ritorna a sorpresa a combattere nel match con una benda insanguinata sull'occhio per colpire Foley con una spranga di legno incendiata con attorcigliato sopra del filo spinato.
Durante la puntata del 16 febbraio 2009 di Raw, viene annunciata introduzione nella WWE Hall of Fame di Terry e Dory Funk Jr. I due sono stati introdotti da Dusty Rhodes.
Nella puntata di Raw del 21 marzo 2016 compare in un breve segmento donando a Dean Ambrose una motosega per il suo match a WrestleMania 32 contro Brock Lesnar. La motosega era un riferimento alla sua precedente gimmick di Chainsaw Charlie.

## Vita privata
Il 7 luglio 2021 l'amico e collega Don Muraco, nel corso di una puntata del suo podcast, ha rivelato che Funk da diverso tempo era affetto da demenza, aggravata dalla morte della moglie, e che viveva in una struttura dedicata. Il 29 dicembre 2021, Ric Flair annunciò nel suo podcast con Mark Madden che Funk era tornato a casa e stava meglio.

### Morte
Funk morì il 23 agosto 2023 all'età di 79 anni, nell'ospedale di Phoenix, Arizona. Nel corso della puntata del 25 agosto 2023 di SmackDown la WWE ha onorato la sua memoria e quella di Bray Wyatt, morto un giorno dopo Funk, trasmettendo tributi e filmati dietro le quinte.

## Personaggio

### Mosse finali
- Spinning toehold
- Texas Piledriver

### Soprannomi
- "Hardcore Icon"
- "Middle Aged & Crazy"
- "Terrible"
- "Texas Bronco"
- "The Funker"
- "The Living Legend"

### Manager
- Jimmy Hart[17]
- Oliver Humperdink[18]
- Col. Robert Parker[2]

## Titoli e riconoscimenti
- All Japan Pro Wrestling

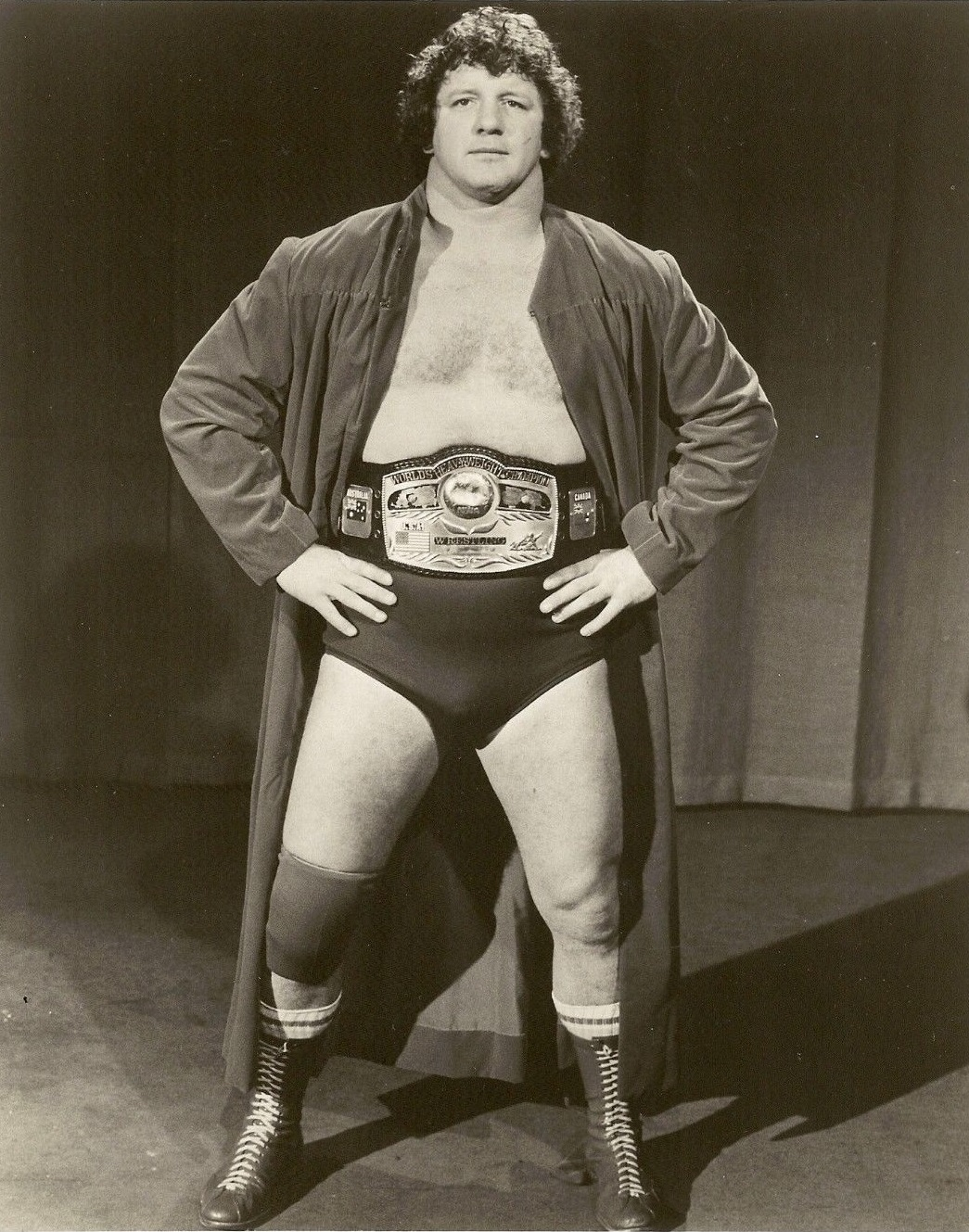
Terry Funk nel 1975 come NWA World Heavyweight Champion

  - NWA International Tag Team Championship (3) – con Dory Funk Jr.
  - World's Strongest Tag Team League (1977, 1979 e 1982) – con Dory Funk Jr.
- Extreme Championship Wrestling
  - ECW World Heavyweight Championship (2)
  - ECW Television Championship (1)
- Jim Crockett Promotions/World Championship Wrestling
  - NWA United States Heavyweight Championship (1)
  - WCW Hardcore Championship (3)
  - WCW United States Championship (1)
  - WCW Hall of Fame (1995)
- National Wrestling Alliance
  - NWA Americas Heavyweight Championship (1)
  - NWA World Tag Team Championship (3) – con Dory Funk Jr.
  - NWA World Heavyweight Championship (1)
  - NWA Western States Heavyweight Championship (7)
  - NWA Western States Tag Team Championship (2) – con Ricky Romero
  - NWA Hall of Fame (2009)
- United States Wrestling Association
  - USWA Unified World Heavyweight Championship (1)
- World Wrestling Federation/Entertainment
  - WWF Tag Team Championship (1) – con Cactus Jack
  - WWE Hall of Fame (Classe del 2009)
- Pro Wrestling Illustrated
  - 22º tra i 500 migliori wrestler singoli nella PWI 500 (1991)
  - 22º tra i 500 migliori wrestler singoli nella PWI Years (2003)
- Professional Wrestling Hall of Fame and Museum
  - Classe del 2004

## Filmografia
- Taverna Paradiso, regia di Sylvester Stallone (1978)
- Over the Top, regia di Menahem Golan (1987)
- Il duro del Road House, regia di Rowdy Herrington (1989)
- Mom, Can I Keep Her? (1998)
- Active Stealth (1999)
- Beyond the Mat (1999)
- Friday Night Lights, regia di Peter Berg (2004) - non accreditato
- The Ringer - L'imbucato, regia di Barry W. Blaustein (2005)
- Holyman Undercover (2010)
- Marriage Retreat (2011)
- Guido (2011)
- Dark Star Hollow (2012)

## Discografia
- Great Texan (1984)